# Théâtre romain de Tarragone
Le théâtre romain de Tarraco est un édifice romain situé à proximité du complexe du forum de la colonie, dans la cité de Tarraco, capitale de la province Hispania Citerior Tarraconensis, actuelle Tarragone (Catalogne, Espagne). C'est un des l'un des éléments de l'« ensemble archéologique de Tarragone », inscrit sur la liste du patrimoine mondial par l'UNESCO, sous l'identification 875-006.

## Histoire
Le théâtre a été construit à l'époque d'Auguste à la fin du Ier siècle, au moment de l'embellissement du forum de la colonie, et il est un des édifices les plus emblématiques de Tarraco.
L'édifice est utilisé jusqu'à la fin du IIe siècle, date à laquelle il n'est plus utilisé. Au IIIe siècle, après un incendie dans la zone monumentale annexe du théâtre, on construit de nouveaux édifices en utilisant les matériaux du théâtre.

## Caractéristiques architecturales et utilisations
Le théâtre se trouve dans des conditions d'abandon sans aucune mise en valeur, en dépit du fait qu'il soit déclaré patrimoine mondial de l'humanité. Un mirador est placé dans la rue Sant Magí et la sauvegarde de la zone du théâtre est en travaux ainsi que les constructions autour de ce dernier.
Pour sa construction, la pente naturelle du terrain est mise à profit, comme dans le cas de l'amphithéâtre de la même cité, ainsi que pour installer une partie des gradins. Pour le reste, un système de cryptoportiques annulaires est utilisé. 
La scaena est le lieu destiné aux las représentations théâtrales, et se compose d'une plateforme élevée sur un podium décoré avec un exèdre. Dans la partie postérieure de la scène, il y a une place avec des jardins pour l'accès des spectateurs au théâtre, et en son centre existe un grand bassin avec des statues sur des piédestaux à l'intérieur.
La scène (proscaenium) est fermée par une façade monumentale décorée (frons scaenae).
Les spectateurs s'installent sur les gradins suivant l'ordre censitaire et social.

## Conservation et trouvailles
Actuellement, ne sont conservés que les cinq premiers rangs des gradins autour de l'orchestra et deux des trois escaliers radiaux qui articulaient les gradins. On conserve également la base du pulpitum et de la scaenae frons. On peut voir encore les trous où étaient placés les supports du rideau.
Lors des différentes fouilles réalisées dans le théâtre et tout autour, on a trouvé d'importants restes archéologiques, comme des chapiteaux, des frises, des colonnes, des sculptures etc.